# أنطونين روزا
أنطونين روزا (بالتشيكية: Antonín Rosa)‏ (12 نوفمبر 1986 بأوستي ناد لابم في التشيك - ) هو لاعب كرة قدم تشيكي في مركز الدفاع. شارك مع منتخب التشيك تحت 18 سنة لكرة القدم ومنتخب التشيك تحت 19 سنة لكرة القدم ومنتخب جمهورية التشيك تحت 21 سنة لكرة القدم. أما مع النوادي، فقد لعب مع نادي تيبليتسه ونادي روجومبيروك ونادي ملادا بوليسلاف وFK Chmel Blšany ‏.

## وصلات خارجية
- أنطونين روزا على موقع الاتحاد الأوربي (الإنجليزية)
- أنطونين روزا على موقع الاتحاد التشيكي (الإنجليزية)
- أنطونين روزا على موقع قاعدة بيانات كرة القدم.إي يو (الإنجليزية)
- أنطونين روزا على موقع Soccerway.com (الإنجليزية)